# Moszuki
Moszuki (biał. Машукі; ros. Машуки) – wieś na Białorusi, w obwodzie mińskim, w rejonie kleckim, w sielsowiecie Hołynka, przy drodze republikańskiej .
Dawniej wieś i majątek ziemski będący własnością Radziwiłłów. Do 1874 dobra należały do ordynacji kleckiej, a następnie wskutek rodzinnego układu do ordynacji nieświeskiej. W dwudziestoleciu międzywojennym leżały w Polsce, w województwie nowogródzkim, w powiecie nieświeskim.